# Lionel Bootle-Wilbraham Baron Skelmersdale
Lionel Bootle-Wilbraham Baron Skelmersdale, britanski general, * 1896, † 1973.